# Vương Cung (Đông Tấn)
Vương Cung (chữ Hán: 王恭, ? – 398), tên tự là Hiếu Bá, người Tấn Dương, Thái Nguyên, là đại thần, ngoại thích nhà Đông Tấn trong lịch sử Trung Quốc. Ông là anh của Định hoàng hậu Vương Pháp Tuệ (vợ vua Hiếu Vũ đế). Nắm trong tay lực lượng thiện chiến nhất của nhà Đông Tấn là Bắc Phủ binh, ông đã 2 lần khởi binh uy hiếp người nắm quyền chính ở Kiến Khang là Hội Kê vương Tư Mã Đạo Tử. Nhưng vào lần thứ 2, Vương Cung bị bộ tướng Lưu Lao Chi trở giáo, nên thất bại, bị bắt và bị xử tử. Trước lúc chịu hình, ông vẫn khẳng định hành động khởi binh của mình hoàn toàn xuất phát từ quan điểm trung thành với triều đình.

## Tuổi trẻ nổi danh
Ông nội là danh sĩ Vương Mông nhà Tây Tấn. Cha là quang lộc đại phu Vương Uẩn. Từ nhỏ đã nổi tiếng là thanh liêm, tiết tháo hơn người; tự phụ tài năng cao vời, luôn muốn làm đến bậc tể phụ. Ông nổi tiếng ngang hàng với Vương Thầm (con của Vương Thản Chi), hâm mộ cách làm người của Lưu Đàm . Tạ An thường nói: "Người như Vương Cung sau này có thể làm được Bá Cữu "
Vương Cung thường theo cha từ Hội Kê đến kinh đô, Vương Thầm đến thăm, thấy ông đang ngồi trên 1 chiếc đệm rộng 6 thước, bèn hỏi một cái cho mình. Vương Cung lập tức rút đệm cho Thầm, còn mình ngồi xuống chiếu cói, Thầm thấy vậy giật mình, ông nói: "Tôi bình sinh chẳng có thừa vật gì!" Cho thấy tính cách giản dị qua loa của ông.

## Nói thẳng mích lòng
Ông ban đầu làm Tá trước tác lang, thường mong ước được làm tể tướng để bộc lộ hết tài năng, vì vậy cáo bệnh mà từ chối. Không lâu sau làm Bí thư thừa, đổi sang Trung thư lang, chưa nhận chức thì cha mất.
Mãn tang, được ban chức lại bộ lang, từng làm Kiến uy tướng quân một thời gian. Trong những năm Thái Nguyên (376 – 396) thời Tấn Hiếu Vũ Đế, ông thay Thẩm Gia làm Đan Dương doãn, dời sang làm Trung thư lệnh, lĩnh chức Thái tử chiêm sự.
Hiếu Vũ đế cho rằng Cung là anh hoàng hậu, rất muốn trọng dụng. Khi ấy người Trần Quận là Viên Duyệt Chi xu nịnh Tư Mã Đạo Tử, ông tâu lên đế, Duyệt Chi bị giết.
Đạo Tử thường triệu tập bá quan, bày tiệc ở Đông Phủ, Thượng thư lệnh Tạ Thạch nhân say rượu mà làm ra "ủy hạng chi ca" (Tạm dịch: bài ca con ngõ). Cung chỉ trích lời lẽ dâm loạn, Thạch rất ấm ức.
Con dâu của Hoài Lăng nội sử Ngu Diêu là Bùi thị biết "phục thực chi thuật" , thường mặc áo vàng, bộ dạng như thiên sư. Đạo Tử rất hâm mộ, lệnh cho tân khách cùng đàm luận. Vương Cung nói rằng: "Chưa từng nghe nói ở nhà của tể tướng lại có đàn bà mất nết!" mọi người không dám đáp lại, Đạo Tử rất lấy làm hổ thẹn.
Sau việc ấy, đế muốn lấy Cung làm chỗ phên dậu, dùng ông làm đô đốc chư quân sự của Duyện, Thanh, Ký, U, Tịnh, và Tấn Lăng của Từ Châu, Bình bắc tướng quân, Duyện, Thanh 2 châu thứ sử, giả tiết, trấn Kinh Khẩu, nắm giữ Bắc phủ binh. Nhưng những người làm đô đốc có hiệu là Bắc đều gặp chuyện chẳng lành, Hoàn Xung, Vương Thản Chi, Điêu Di Chi đều không nhận hiệu Trấn Bắc. Cung dâng biểu từ chối quân hiệu, lấy cớ chức vị quá cao, kỳ thực để tránh tên xấu. Vì thế được đổi làm Tiền tướng quân.
Mộ Dung Thùy xâm nhập Thanh Châu, ông sai quân chống cự, thất bại, bị giáng hiệu Phụ quốc tướng quân.

## Bất hòa với Đạo Tử
Khi đế băng, Tư Mã Đạo Tử chấp chính, sủng ái Vương Quốc Bảo, ủy cho quyền hành. Cung nói thẳng không kiêng dè, Đạo Tử vừa sợ vừa giận. Khi đến lăng Long Bình, bãi triều, than rằng: "Rui mái dù mới, rồi phải hát bài ‘Thử Li’  mất thôi!"
Khi ấy em họ của Quốc Bảo là Vương Tự đề nghị phục binh giết Cung, Quốc Bảo không dám. Còn Đạo Tử muốn hòa hợp trong ngoài, nhiều lần bày tỏ nỗi lòng với Cung, để cùng nhau nắm quyền. Cung đều không thuận, mỗi lần bàn việc, thái độ quyết liệt, Đạo Tử biết là không thể thỏa hiệp được!
Có nhiều người khuyên Cung giết Quốc Bảo, ông sợ đồng đảng của Quốc Bảo trong triều rất nhiều, không dám. Ông bèn trở về Trấn, lúc chia tay, lại rơi nước mắt khuyên nhủ Đạo Tử một lần nữa, lời lẽ thống thiết, khiến cho bọn Quốc Bảo càng sợ.
Đạo Tử lấy Cung làm An bắc tướng quân, không nhận.

## Uy hiếp triều đình lần 1
Cung mưu trừ Quốc Bảo, gởi thư kết minh với Ân Trọng Kham, Hoàn Huyền, Trọng Kham vờ nhận lời. Cung được thư, mừng lắm, dâng biểu xin giết Quốc Bảo. Biểu dâng lên, Kiến Khang trong ngoài giới nghiêm, Quốc Bảo hoảng sợ, xin giải chức. Đạo Tử bắt giết Quốc Bảo, Cung bèn trở về Kinh Khẩu.
Lúc mới dâng biểu, Cung sợ việc không thành, lấy Tư đồ tả trưởng sử Vương Hân làm Ngô Quốc nội sử, lệnh ông ta cất quân ở phía đông. Sau khi Quốc Bảo chết rồi, bèn lệnh cho Hân giải chức. Hân cả giận, cất quân đánh Cung. Ông sai Lưu Lao Chi tiêu diệt Hân, rồi dâng biểu tự biếm, triều đình không cho.

## Uy hiếp triều đình lần 2
Tiếu vương Tư Mã Thượng Chi hiến kế cho Đạo Tử tăng cường quyền lực của tể tướng. Đạo Tử đồng ý, lấy tư mã Vương Du của mình làm Giang Châu thứ sử, cắt 4 quận thuộc Dự Châu của Dữu Giai giao cho Du. Giai giận, sai con trai là Hồng đưa thư khuyên Cung cất quân trừ bọn Thượng Chi.
Cung lại liên kết với bọn Trọng Kham, hẹn ngày cùng đến kinh sư. Ông phát hiện được thư Giai gửi cho bọn Trọng Kham, nhưng chữ đã nhòe, không đọc được. Cung cho rằng Giai có điều dối trá, vả lại năm ngoái bọn Trọng Kham cũng không đến, nên cất quân đi trước. Tư mã Lưu Lao Chi can rằng triều đình cắt 4 quận của Dữu Giai chẳng có gì sai, ông không nghe, dâng biểu lấy việc phong quan cho Vương Du và anh em Thượng Chi làm lý do.
Triều đình sai Tư Mã Nguyên Hiển cùng bọn Vương Tuần, Tạ Diễm chống lại. Cung mơ thấy Lao Chi ngồi ở chỗ của mình, đến sáng nói với ông ta rằng: "Việc thành, lập tức lấy khanh làm Bắc phủ!" Rồi sai Lao Chi cùng thân tín của mình là Đốc (chức vụ) Nhan Duyên đi trước chiếm Trúc Lý. Nguyên Hiển sai sứ du thuyết Lao Chi, ông ta bèn chém Nhan Duyên để hàng.
Ngày hôm ấy, Lao Chi sai con rể Cao Nhã Chi, con trai Lưu Kính Tuyên nhân lúc Cung bày trận, đưa khinh kỵ đến đánh. Cung thua chạy, muốn trở về, Nhã Chi đóng chặt cửa thành. Cung và em trai Lý cưỡi ngựa đến Khúc A. Cung đã lâu không cưỡi, bắp vế sinh nhọt, không thể đi tiếp. Người Khúc A là Ân Xác, vốn là tham quân của Cung, dùng thuyền mà chở, giấu ông ở dưới chiếu lau, muốn chạy đến chỗ Hoàn Huyền.
Đến hồ Trường Dương, gặp thương nhân Tiền Cường. Cường có thù cũ với Xác, nên tố cáo với Hồ Phổ Úy. Úy bắt họ đưa đến kinh sư. Đạo Tử muốn gặp mặt để chế giễu, nghe tin bọn Hoàn Huyền đã đến Thạch Đầu, vội xử chém ông ở Nghê Đường, Kiến Khang.

## Đánh giá

### Tính cách
Cung tính cương trực, rất chuộng tiết nghĩa, mỗi lần đọc Tả truyện đến "Phụng vương mệnh, thảo bất đình" (tạm dịch: nhận lệnh vua, đánh không (cần) xét xử)  đều gấp sách mà than thở.
Nhưng ông cũng kém rộng rãi, lại không biết nắm lấy cơ hội. Cung nắm quyền Bắc phủ binh, nhưng bởi xuất thân quý tộc, nên có thái độ xa cách với tướng sĩ bộ hạ. Ông không giỏi dùng binh, lại tin sùng đạo Phật; điều động trăm họ, xây sửa chùa chiền, sao cho tráng lệ, quan dân đều oán.
Lúc chịu hình, vẫn còn tụng kinh Phật, tự sửa râu tóc, mặt không có nét sợ hãi, nói với viên giám hình rằng: "Ta tin lầm người mới đến nỗi này, vốn trong lòng ta, không hề bất trung với xã tắc! Phải để cho trăm đời sau biết đến Vương Cung này!"
Nhà không có tài sản, chỉ có sách vở, người biết chuyện đều thương xót!

### Phong thái
Cung dáng vẻ đẹp đẽ, nhiều người ưa thích. Mọi người khen rằng "tươi tắn như liễu mùa xuân" (Hán Việt: trạc trạc như xuân nguyệt liễu).
Thường trùm áo cừu bằng lông hạc, lội tuyết mà đi, Mạnh Sưởng trông thấy, than rằng: "Đây thật là một bậc thần tiên!"

## Hậu nhân
Cung bị xử tử, năm con trai, em trai Sảng, cháu gọi bằng chú là Hòa, đồng đảng là bọn Mạnh Phác, Trương Khác đều bị giết. Vào lúc chịu hình, gặp được cố nhân là Đái Kỳ Chi, gởi gắm đứa con thứ còn nhỏ đang ở nhà nhũ mẫu. Kỳ Chi bèn đưa đứa nhỏ đến Hạ Khẩu, giao Hoàn Huyền nuôi dưỡng, cho để tang Cung.
Sau khi Huyền chấp chính, dâng biểu nói lý cho ông, truy tặng Thị trung, Thái bảo, thụy là Trung Giản. Sảng được tặng Thái thường, Hòa cùng con là Giản đều được tặng Thông trực tán kị lang, Ân Xác được tặng Tán kị thị lang. Chém ngang lưng bọn Hồ Phổ Úy, Tiền Cường. Con thứ Đàm Hanh trong những năm Nghĩa Hi làm Cấp sự trung.